# Kilikia Erywań (1992)
Kilikia Erywań (orm. „Կիլիկիա“ Ֆուտբոլային Ակումբը Երեւան, "Kilikia" Futbolajin Akumby Jerewan) – nieistniejący już ormiański klub piłkarski, mający siedzibę w stolicy kraju, mieście Erywań. W 1993 połączył się z Malatia Erywań.

## Historia
Chronologia nazw:
- 1992: Kilikia Erywań (orm. Կիլիկիա ՖԱ)
- 1993: klub rozwiązano – po fuzji z Malatia Erywań

Klub piłkarski Kilikia został założony w miejscowości Erywań w 1992 roku. Nazwa klubu pochodzi od nazwy średniowiecznego państwa - Cylicyjskie Królestwo Armenii. W swoim historycznym, pierwszym sezonie 1992 zespół startował w najwyższej lidze, zwanej Barcragujn chumb. Najpierw zajął czwarte miejsce w drugiej grupie i awansował do grupy mistrzowskiej. Rundę drugą drużyna zakończyła na ostatnim dwunastym miejscu w grupie mistrzowskiej.
W następnym sezonie, klub połączył się z Malatia Erywań, która spadła po pierwszym sezonie do drugiej ligi, tworząc klub Malatia-Kilikia Erywań. Połączony klub startował w Barcragujn chumb, chociaż kontynuował historię Malatii.

## Barwy klubowe, strój
| Czerwony | Żółty |

Klub ma barwy czerwono-żółte.

## Sukcesy

### Trofea międzynarodowe
Nie uczestniczył w rozgrywkach europejskich (stan na 31-05-2019).

### Trofea krajowe
| \| \| Zdobyte trofea w rozgrywkach Armenii (stan na: 31-05-2019) \| |                                                            |      |          |
| Rozgrywki                                                           | Osiągnięcie                                                | Razy | Sezon(y) |
| Mistrzostwo                                                         | I miejsce                                                  | 0    |          |
| Mistrzostwo                                                         | II miejsce                                                 | 0    |          |
| Mistrzostwo                                                         | III miejsce                                                | 0    |          |
| Mistrzostwo                                                         | 12.miejsce                                                 | 1    | 1992     |
| Puchar                                                              | zdobywca                                                   | 0    |          |
| Puchar                                                              | finalista                                                  | 0    |          |
| Puchar                                                              | ćwierćfinalista                                            | 1    | 1992     |
| II liga                                                             | I miejsce                                                  | 0    |          |
| II liga                                                             | II miejsce                                                 | 0    |          |
| II liga                                                             | III miejsce                                                | 0    |          |
| Armenia                                                             | Zdobyte trofea w rozgrywkach Armenii (stan na: 31-05-2019) |      |          |

## Poszczególne sezony

### Rozgrywki międzynarodowe

#### Europejskie puchary
Nie uczestniczył w rozgrywkach europejskich.

### Rozgrywki krajowe
| \| Armenia \| Bilans występów klubu w rozgrywkach piłkarskich Armenii (Stan na 31 maja 2019 r.) \| \| |                                                                                   |        |       |   |   |   |    |    |     |      |        |        |      |
| Poziom                                                                                                | Rozgrywki                                                                         | Sezony | Mecze | Z | R | P | B+ | B– | Pkt | Lata | Awanse | Spadki | Naj. |
| I | Barcragujn chumb                                                                  | 1      |       |   |   |   |    |    |     | 1992 | 0      | 0      | 12   |
| II | Araczin chumb                                                                     | 0      |       |   |   |   |    |    |     |      | 0      | 0      |      |
| | Puchar Armenii                                                                    | 1      |       |   |   |   |    |    |     | 1992 | 0      | 0      | 1/4  |
| Armenia                                                                                               | Bilans występów klubu w rozgrywkach piłkarskich Armenii (Stan na 31 maja 2019 r.) |        |       |   |   |   |    |    |     |      |        |        |      |

## Struktura klubu

### Stadion
Klub piłkarski rozgrywał swoje mecze domowe na stadionie Hrazdan w Erywaniu, który może pomieścić 55 000 widzów.

### Inne sekcje
Klub prowadził drużyny dla dzieci i młodzieży w każdym wieku.

## Kibice i rywalizacja z innymi klubami

### Rywalizacja
Największymi rywalami klubu są inne zespoły z miasta.

### Derby
- Ararat Erywań
- Homenetmen Erywań
- Homenmen-Fima SKIF Erywań
- Kanaz Erywań
- Najri Erywań
- Szengawit Erywań
- Wan Erywań